# دیوانه‌وار، احمقانه، عشق
دیوانه‌وار، احمقانه، عشق (به انگلیسی: Crazy Stupid Love) فیلمی کمدی-درام رمانتیک، به کارگردانی گلن فیکارا و جان ریکوئا و نویسندگی دن فوگلمن محصول سال ۲۰۱۱ میلادی است. این فیلم در ۲۹ ژوئیهٔ ۲۰۱۱، توسّط وارنر برادرز در ایالات متحده آمریکا و کانادا منتشر شد.
رایان گاسلینگ برای ایفای نقش در این فیلم، نامزد دریافت جایزه گلدن گلوب شد.

## خلاصه داستان
کال پس از ۲۵ سال زندگی مشترک متوجه می‌شود که ازدواجش نابود شده است. همسرش امیلی به او خیانت کرده است و اکنون می‌خواهد به خاطر مرد دیگری او را رها کند. کال از نظر روحی به شدت آسیب می‌بیند و پس از آشنایی با مرد جوان و جذابی به نام جیکوب سرگرم یک زندگی بی‌بند و بار می‌شود...

## بازیگران
| بازیگر        | نقش   |
| ------------- | ----- |
| استیو کارل    | کال   |
| رایان گاسلینگ | جیکوب |
| جولیان مور    | امیلی |
| اما استون     | هانا  |
| آنالی تیپتن   | جسیکا |
| جونا بوبو     | رابی  |